# ألفريد بيميش
ألفريد بيميش (بالإنجليزية: Alfred Beamish)‏ مواليد 6 أغسطس 1879 في ريتشموند، لندن، إنجلترا - الوفاة 28 فبراير 1944، كان لاعب كرة مضرب إنجليزي بدأ مسيرته كمحترف سنة 1903، اعتزل اللعب في 1921. سبق أن شارك في دورة الألعاب الأولمبية الصيفية.

## النهائيات

### الفردي

#### الوصافة (1)
| السنة | البطولة                       | الأرضية | المنافس في النهائي | النتيجة                 |
| 1912  | بطولة أستراليا المفتوحة للتنس | عشبية   | جيمس سيسيل بارك    | 6–3, 3–6, 6–1, 1–6, 5–7 |

### الزوجي

#### الوصافة (1)
| السنة | البطولة                       | الأرضية | الشريك     | المنافس في النهائي               | النتيجة       |
| 1912  | بطولة أستراليا المفتوحة للتنس | عشبية   | غوردون لوي | جيمس سيسيل بارك تشارلز بي ديكسون | 6–4, 6–4, 6–2 |

## الميداليات
| الميدالية | المسابقة                       |
| --------- | ------------------------------ |
| برونزية   | الألعاب الأولمبية الصيفية 1912 |

## روابط خارجية
- ألفريد بيميش على موقع رابطة محترفي التنس (الإنجليزية)
- ألفريد بيميش على موقع الاتحاد الدولي لكرة المضرب (الإنجليزية)
- ألفريد بيميش على موقع كأس ديفيز (الإنجليزية)
- ألفريد بيميش على موقع اللجنة الأولمبية الدولية (الإنجليزية)
- ألفريد بيميش على موقع أوليمبيديا (الإنجليزية)
- ألفريد بيميش على موقع اللجنة الأولمبية البريطانية (الإنجليزية)